# Pintér Imre (színművész)

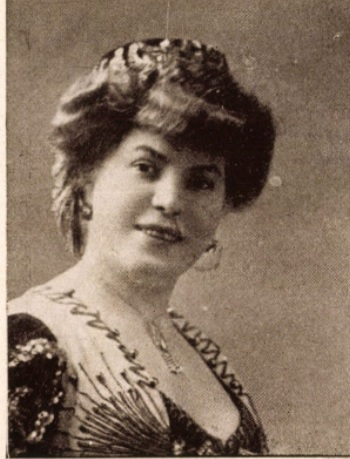
Pintér Imréné, Parlaghy Kornélia színésznő portréja a Magyar színművészeti lexikonban (1930)

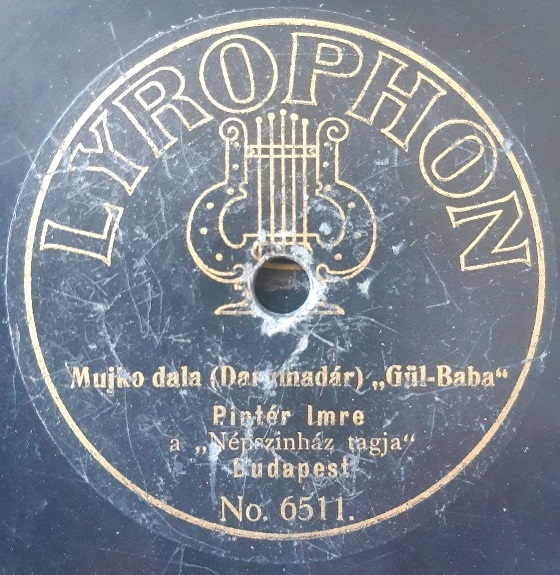
Gramofon lemez (Budapest 1906)

Pintér Imre (Vác, 1864. október 6. – Budapest, 1946. január 17.) színész, operetténekes, rendező, színigazgató, színműíró.

## Élete
Pintér Bálint és Müller Matild fia. Vácon született, ahol apja a Fejér hajó szálló tulajdonosa volt. Apja halála után mostohabátyja nevelte és a váci gimnáziumban taníttatta, ahonnan az V. osztályból ötödmagával valami csínytevés miatt kizárták. Ekkor pékinas, majd két hónap múlva füszerkereskedő-tanonc lett, azonban három hónap múltán ezt az üzletet is elhagyta.
1885 őszén lépett először színpadra Pécsett, Mészáros Kálmánnál. Blaha Lujza közbenjárására Rákosi Jenő 1886. szeptember 16-án fölvette a Népszínházhoz statisztának. Öt évi kardalnokoskodás után Pécsre került mint segédszinész, ahol csakhamar az első énekes szerepkört töltötte be. Innét Mosonyi Károlyhoz ment Temesvárra és Pozsonyba.
1891-ben Krecsányi Ignác társulatához szerződött nejével, Szép Olgával (1872–1906), aki a vidéki színpad naivája volt. 1895-től egy telet Kolozsvárt, egy telet pedig a Vígszínháznál játszott. 1897-től 1903-ig Aradon és Nagyváradon láthatta a közönség, majd 1903 őszén újból a Népszínházban lépett fel, 1904 márciusában szerződött oda. Itt Blaha Lujza partnereként szerepelt sikerrel. Miután Vidor Pál igazgató elhunyt, két évre Pécsre került, majd 1909-től Újvidéken szerepelt. 
1910-től Budapesten működött, a Vígszínházban, a Budai Színkörben, illetve a Óbudai Kisfaludy Színházban, amelynek igazgatója is volt. Második felesége pedig Parlaghy Kornélia színésznő volt. Az 1930-as években Blaha Lujzával középiskolákban adtak elő népszínmű-összeállításokat.

## Írásai
Költeményeket, tárcákat írt a vidéki lapokba, így az Erdélyi Hiradóba, Arad és Vidékébe, Aradi Ujságba, Pécsi Hirlapba, Nagyváradi Naplóba, Temesvári Hirlapba, Pécsi Figyelőbe stb.
Cikke a Nagyváradban (1900. 250. Blaha Lujza Bécsben).

## Színművei
- Szellő Judit, eredeti népszínmű (először adatott a pozsonyi színházban 1893. febr. 19. Ism. Nyugatmagyarországi Hiradó 42. sz.)
- A falu rózsája, népszínmű (először adatott a fővárosi nyári színházban 1903. szept. 6. Ism. Budapesti Hirlap 249. sz.)

1891-ben Pozsonyban a Lugosi erdő című népszínműve és Budán Nesze semmi fogd meg jól c. bohózata került színre, de mind a kettő megbukott.

## Fontosabb szerepei
- Pietro (Suppé: Boccaccio)
- Katko (Zeller: Madarász)
- Jen Mo (Jones: San Toy)
- Laci (Sárga csikó)
- Jani (Ingyenélők)
- Csillag (Piros bugyelláris)
- XXVII. Balduin (Külteleki hercegnő)
- Gáspár apó (Cornevillei harangok)
- Rip-Rip (címszerep)
- Kokó (Mikádó)
- Gyurka (Gyimesi vadvirág)

## Működési adatai
- 1886–1887: Temesvár, Pozsony;
- 1888–1891: Győr, Sopron, Pécs;
- 1913: Budai Színkör;
- 1915: Népopera;
- 1921: Kisfaludy Színház.

## Filmjei

### Színészként
- Szerelmes szívek (1944)
- A Megfagyott gyermek (1921)
- A népfölkelő (1914)
- A marhakereskedő (1913)
- Elmegyek a Templom mellett (1908)

### Rendezőként
- Ágyú és harang (1915)
- A népfölkelő (1914)